# Tony Pastor

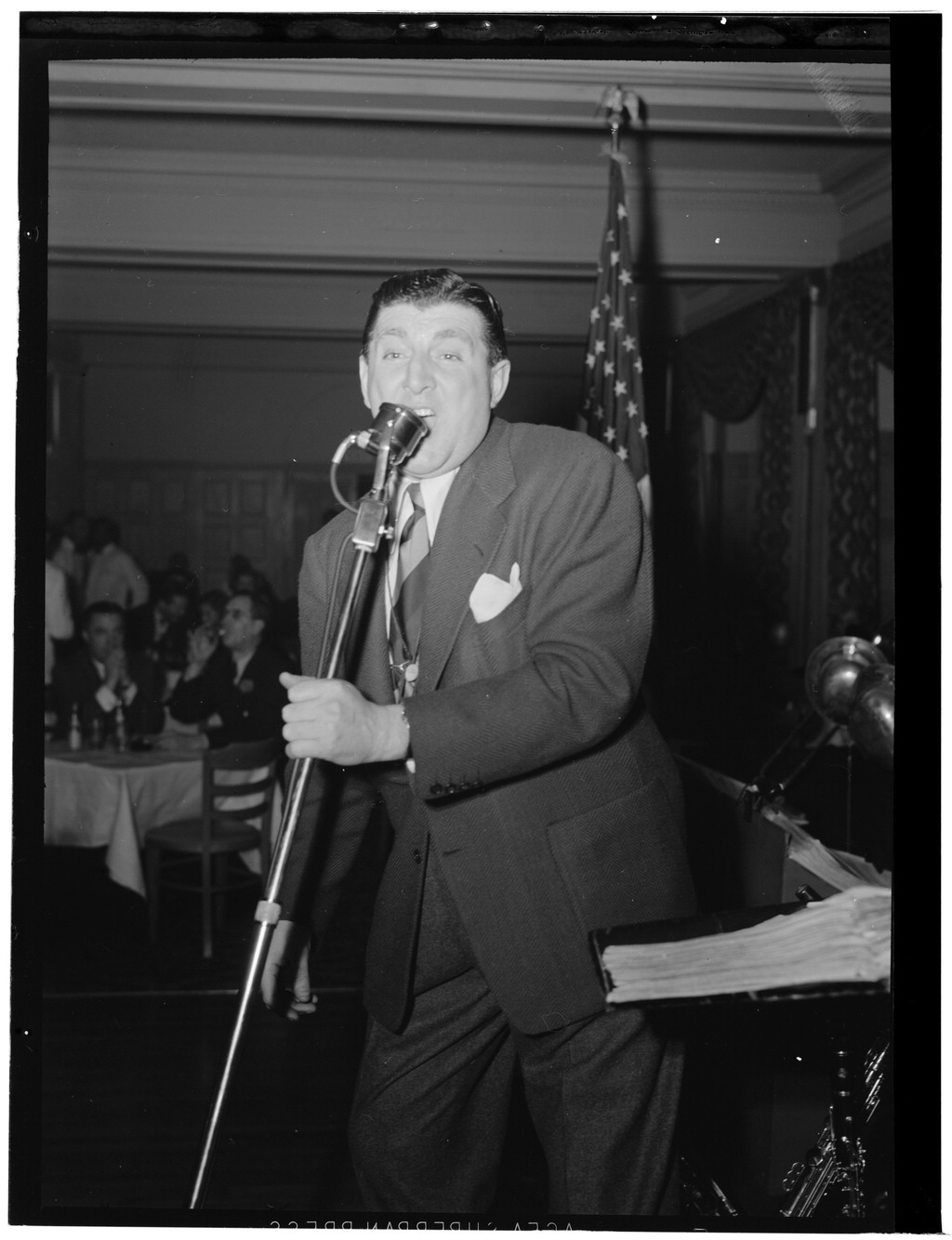
Tony Pastor in den 1940er Jahren.
Fotografie von William P. Gottlieb.

Tony Pastor (* 26. Oktober 1907 in Middletown, Connecticut als Antonio Pestritto; † 31. Oktober 1969 in New London, Connecticut) war ein US-amerikanischer Sänger, Tenorsaxophonist und Bigband-Leader im Bereich des Swing und der Populären Musik.

## Leben und Wirken
Pastor stammte aus einer italienischen Einwandererfamilie und begann seine Musikerkarriere als Tenorsaxophonist in den Bands von John Cavallaro (1927), Irving Aaronson (1928–30) und Austin Wylie (1930). Um diese Zeit gründete er eine erste eigene Band, die in einem Nachtclub in Hartford (Connecticut) auftrat, jedoch nicht sehr erfolgreich war. Er spielte dann bei Smith Ballew (1934), Joe Venuti und Paul Fredricks. In der Band von Vincent Lopez bekam er auch die Gelegenheit zu singen; dies tat er auch in Artie Shaws Orchester, dessen Mitglied er 1936 wurde. Bei Shaw hatte er dann einen großen Hiterfolg mit der Nummer „Indian Love Call“, der B-Seite von „Begin the Beguine“, Shaws größtem Hit. Der große Erfolg veranlasste ihn, seine eigene Bigband zu gründen, die von 1939 bis 1959 bestand. Eines seiner ersten Engagements hatte er im Lincoln Hotel in New York. Pastors Band spielte stilistisch ähnlich der Artie-Shaw-Band und nahm auch eine Reihe von Schallplatten für Vocalion, Bluebird, Victor, Cosmo und Columbia auf. Im Juni 1941 hatte einen ersten Hit für Bluebird mit dem Song „Maria Elena“ mit Dorsey Anderson als Bandsägerin (#9). Für Columbia und Universal Pictures spielte Pastor in verschiedenen Kurzfilmen und auch in einem Spielfilm (Two Blondes and a Redhead) mit.

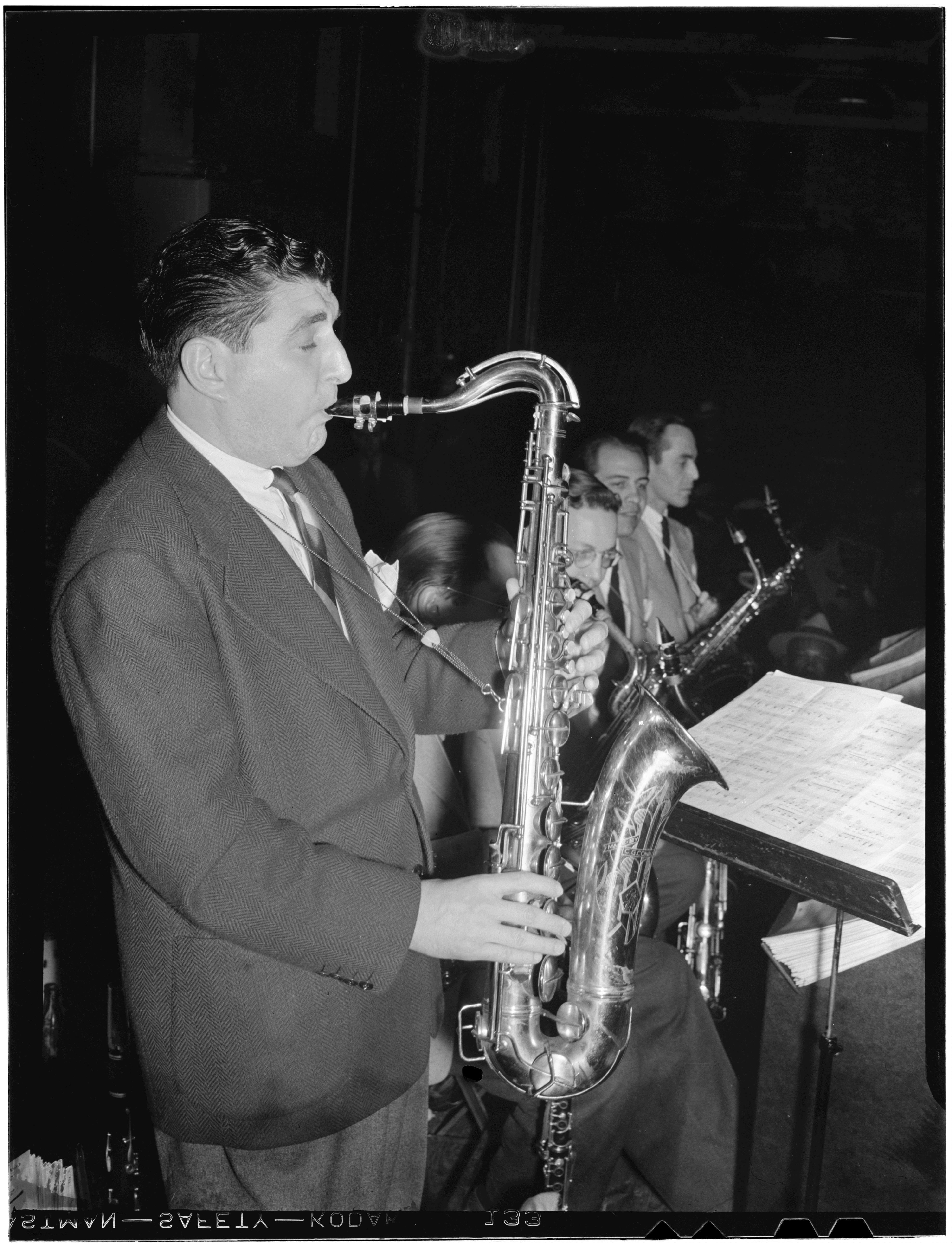
Tony Pastor als Saxophonist im Hotel Edison, New York City, in den 1940er Jahren.
Fotografie von William P. Gottlieb.

In Pastors Bigband spielten viele später bekannte Jazzmusiker wie Ed Allen, Joe Pass, Max Kaminsky, Lou McGarity, Buddy Morrow, Dave Pell und Frank Rosolino. Zu seinen Bandsängerinnen gehörten u. a. Eugenie Baird, Betty und Rosemary Clooney und May Irwin. Erkennungsmelodie des Orchesters war der Titel „Blossoms“.
Pastors Band überstand auch das Ende der großen Bigbands Ende der 1940er Jahre; nachdem er 1949 letztmals einen Song in den nationalen Hitparaden platzieren konnte („‚A‘ You Are Adorable (The Alphabet Song)“, #12), führte er sein Orchester noch bis Ende der 1950er Jahre weiter, meist mit Engagements in großen Hotels, wie dem Peabody in Memphis und dem Roovevelt in New Orleans. In den 1960er Jahren trat er erfolgreich mit einem kleineren Ensemble, in dem auch seine Söhne Tony jr. und Guy spielten, in den Casinos von Las Vegas auf.

## Diskographische Hinweise
- The Rare Tony Pastor and his Orchestra (Collectables, 1947/50) mit Clooney Sisters, Pearl Bailey
- Tony Pastor Plays and sings Shaw (Collectables)